# Qalınçaq
Qalınçaq (ryska: Калынджак) är en ort i Azerbajdzjan.   Den ligger i distriktet İsmayıllı Rayonu, i den centrala delen av landet, 160 km väster om huvudstaden Baku. Qalınçaq ligger 543 meter över havet och antalet invånare är 1 691.
Terrängen runt Qalınçaq är varierad. Närmaste större samhälle är İsmayıllı, 6,3 km sydost om Qalınçaq.
Trakten runt Qalınçaq består till största delen av jordbruksmark. Runt Qalınçaq är det ganska glesbefolkat, med 34 invånare per kvadratkilometer.